# Tsippi Fleischer
Tsippi Fleischer (hebräisch ציפי פליישר; * 20. Mai 1946 in Haifa) ist eine israelische Komponistin und Musikpädagogin.

## Leben
Tsippi Fleischers ist die Tochter von Jacob Fleischer und Shoshana geb. Mehl, die aus Polen stammten und nach Palästina auswanderten, wo sie heirateten.
Im Alter von vier Jahren begann Fleischer am Klavier frei zu improvisieren. Mit sieben Jahren erhielt sie Klavierunterricht und lernte zudem Akkordeon. Sie wurde in Klavier und Musiktheorie am Rubin Konservatorium für Musik unterrichtet und absolvierte die Reali-Schule in Haifa. Anschließend absolvierte sie eine Ausbildung zur Musiklehrerin am Lewinski Institut und studierte dann Musik, Hebräisch, Arabisch, Geschichte des Mittleren Ostens und Literatur an der Universität Tel Aviv mit mehreren Bachelor-Abschlüssen. Zudem erwarb sie den M. A. in Musikpädagogik an der New York University und einen Ph.D. in Musikwissenschaft an der Universität Bahrain. Zu ihren Lehrern zählten unter anderem György Kurtág, Noam Sheriff, Mendi Rodan, Yitzhak Sadai und Haim Alexander.
Sie unterrichtete ab den späten 1960er Jahren während ihres Studiums am Lewinski Institut und später als Gastdozentin Musikwissenschaft an der Bar-Ilan Universität, dem Hebrew Union College in Jerusalem und an verschiedenen Universitäten in den USA und Deutschland unter anderem Harmonielehre, Kontrapunkt und musikalische Formenlehre.
Fleischer war auch als Dirigentin bekannt, unter ihren Schülern finden sich sowohl Komponisten als auch bekannte Dirigenten.
1978 heiratete sie den Linguisten Aharon Dolgopolsky, mit dem sie einen Sohn hat.

## Werk
Fleischers Kompositionen vereinen arabische und jüdische Elemente. Vor allem wurde sie durch Kompositionen mit multikulturellen und literarischen Einflüssen aus dem Westen bekannt. Sie komponierte zunächst für Tanz und Theater und wurde auch als Pianistin bekannt.
Seit 1977 konzentrierte sie sich auf die Komposition von Kunstmusik. Ihr Werk wurde vor allem durch drei Quellen inspiriert: die östliche Volksmusik, deren Skalen und Idiome sie anfangs studierte – später integrierte sie nicht-westliche Musiktraditionen in ihre Musik; jüdische Musik, die sich auf biblischen Themen und anderen Quellen aus der jüdischen Geschichte gründet; und israelische Musik, die ihre Inspiration aus Materialien in Israel bezieht wie z. B. hebräische Dichter, die israelische Landschaft usw. All dies wurde auf den Grundlagen der westlichen, klassischen und avantgardistischen Musik miteinander verbunden. So wurde Fleischer zu einer aktiven Vermittlerin zwischen Ost und West, was auch ihre zutiefst pazifistische Gesinnung spiegelt. Sie gilt als eine der einflussreichsten Komponisten und Musikpädagogen ihres Landes.

## Werke
- Mein Volk (1995)
- Salt Crystals für Sinfonieorchester (1995)
- Oratorio (1492-1992) für Sinfonieorchester, gemischten Chor, Gitarren- und Mandolinen-Ensemble zum Gedenken an die Vertreibung der Juden aus Spanien. (1991)
- Like Two Branches. Kantate in arabischer Sprache für Kammerchor, 2 Oboen,  Psalterium, Cello und Tar (1989)
- The Gown of Night. (1988) magnetic tape piece with the voices of Bedouin Children
- In the Mountains of Armenia for Armenian girls, narrator, and clarinet on magnetic tape (1988)
- In Chromatic Mood (1986)
- The Clock Wants to Sleep für Kinderchor oder Frauenchor (1980)
- A Girl Named Limonad (1977)
- Musical after Shalom Aleichem (1975)
- Symphony No. 1 op. 33 (1995)
- Symphony No. 2 op. 48 (1998–2000)
- Symphony No. 3 op. 49 (2000)
- Symphony No. 4 op. 51 (2000)
- Symphony No. 5 op. 54 (2002–2004)

## Auszeichnungen
- 1994: ACUM Preis der Society of Authors, Composers and Music Publishers in Israel für die Kantate Like Two Branches[6]
- 1993: Globes-Award für als bedeutendste Karrierefrau Israels im Bereich der Musik[1]
- 1993: Mark Lavry Preis der Gemeinde Haifa (1993) für das Werk Lamentation[1]
- 1998: Prime Minister's Award für Komponisten anlässlich des 50. Geburtstags des Staates Israel[7]
- 1998: Gewinnerin des ersten Cambridge Madrigal Singers Choral Composition-Wettbewerbs[1]
- 2003: ACUM-Preis der Society of Authors, Composers and Music Publishers in Israel für ihr Lebenswerk[8]

## Diskografie
Die Musik von Tsippi Fleischer wurde auf CDs aufgenommen und veröffentlicht. Die CDs enthalten u. a. die folgenden Stücke:
- Around the World with Tsippi Fleischer, 1997
- Music from Six Continents, 1997 Series
- Music from Six Continents, 1991 Series
- Music from Six Continents, 1992 Series
- Music from Six Continents, 2000 Series
- Music from Six Continents, 2001 Series
- Tsippi Fleischer Symphonies I-V, 2004
- Cain and Abel, 2002
- Israel at 50, 1998/99
- Ethnic Silhouettes, 2001